# 阿韦讷莱巴波姆
阿韦讷莱巴波姆（法語：Avesnes-lès-Bapaume，法語發音：[avɛn lɛ bapom]，意为“巴波姆附近的阿韦讷”）是法国上法蘭西大區加来海峡省的一个市镇，属于阿拉斯区。

## 地理
阿韦讷莱巴波姆（50°6'17"N, 2°50'26"E）面积3.09 平方千米，位于法国上法蘭西大區加来海峡省，该省份为法国北部沿海省份，西北濒北海，南至索姆省，东临北部省。
与阿韦讷莱巴波姆接壤的市镇（或旧市镇、城区）包括：比耶夫维莱尔莱巴波姆、利尼-蒂卢瓦、巴波姆、格雷维莱。
阿韦讷莱巴波姆的时区为UTC+01:00、UTC+02:00（夏令时）。

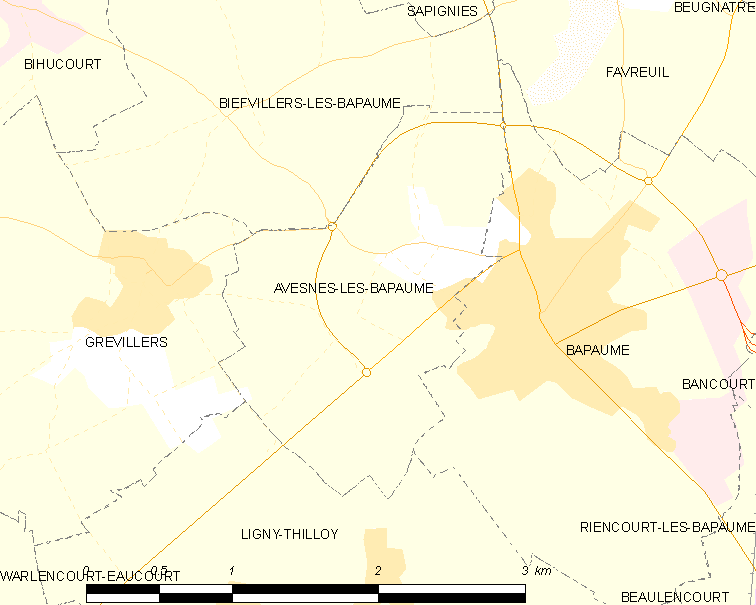
阿韦讷莱巴波姆的OSM定位图

## 行政
阿韦讷莱巴波姆的邮政编码为62450，INSEE市镇编码为62064。

## 政治
阿韦讷莱巴波姆所属的省级选区为巴波姆县。

## 人口

1962-2008年间阿韦讷莱巴波姆人口变化图示

阿韦讷莱巴波姆于2022年1月1日时的人口数量为170人。